# Batalla de Amami-Ōshima
La Batalla de Amami-Ōshima o el Incidente del Barco Espía en el mar suroeste de Kyūshū (九州南西海域工作船事件 kyūshū-nansei-kaiiki-kōsakusen-jiken?) fue una confrontación de seis horas entre una flotilla de la Guardia Costera de Japón y una embarcación norcoreana armada que tuvo lugar a lo largo de la isla de Amami-Ōshima, en el mar de China Oriental.  El encuentro terminó con el hundimiento de la embarcación norcoreana, que luego fue identificada por las autoridades japonesas como un barco espía. Fue la primera batalla naval librada por fuerzas japonesas desde el final de la Guerra del Pacífico en 1945.

## Antecedentes
La embarcación aún no identificada fue vista por primera vez en aguas japonesas el viernes 21 de diciembre de 2001. El arrastrero armado fue detectado por una estación de comunicaciones en Kikaijima, en la prefectura de Kagoshima, estando ésta bajo el control de la agencia de inteligencia japonesa. En 1999 un buque norcoreano fue encontrado por la Guardia Costera de Japón. Japón acusó a Corea del Norte que esa era una nave espía suya, aunque los norcoreanos lo negaron;[cita requerida] otros incidentes parecidos involucraban pesca ilegal en aguas japonesas y tráfico de drogas. Ya que las intenciones del buque en aguas japonesas eran poco claras, los guardacostas decidieron interceptarlo.

## El combate
Temprano al día siguiente, la embarcación fue perseguida por 20 patrulleros guardacostas japoneses, que le ordenaron detenerse e hicieron 25 disparos de advertencia cerca de la nave cuando ésta ignoró la orden de alto. Siguió un intercambio de disparos que duró cerca de 6 horas, en el cual las naves involucradas dispararon más de 1,000 balas de ametralladora; se dice que la tripulación norcoreana utilizó lanzacohetes, tras lo que la nave norcoreana recibió impactos de proyectiles de 20 mm. Varias explosiones no relacionadas con los ataques japoneses sacudieron la nave antes de que esta se hundiera, y la tripulación, supuestamente compuesta por quince miembros; desapareció y se presumieron muertas varios días más tarde.
La unidad especial de abordaje fue puesta en alerta para luego abordar la nave, pero no la hicieron efectiva, dado que debían de esperar las órdenes pertinentes, emitidas por parte del Ministerio de Defensa japonés, para acometer dicha acción. La nave se hundió antes de que las órdenes pudiesen ser dadas y/o ejecutadas.
El enfrentamiento completo fue grabado en vídeo por los guardacostas japoneses para sus posteriores investigaciones.

## Secuelas

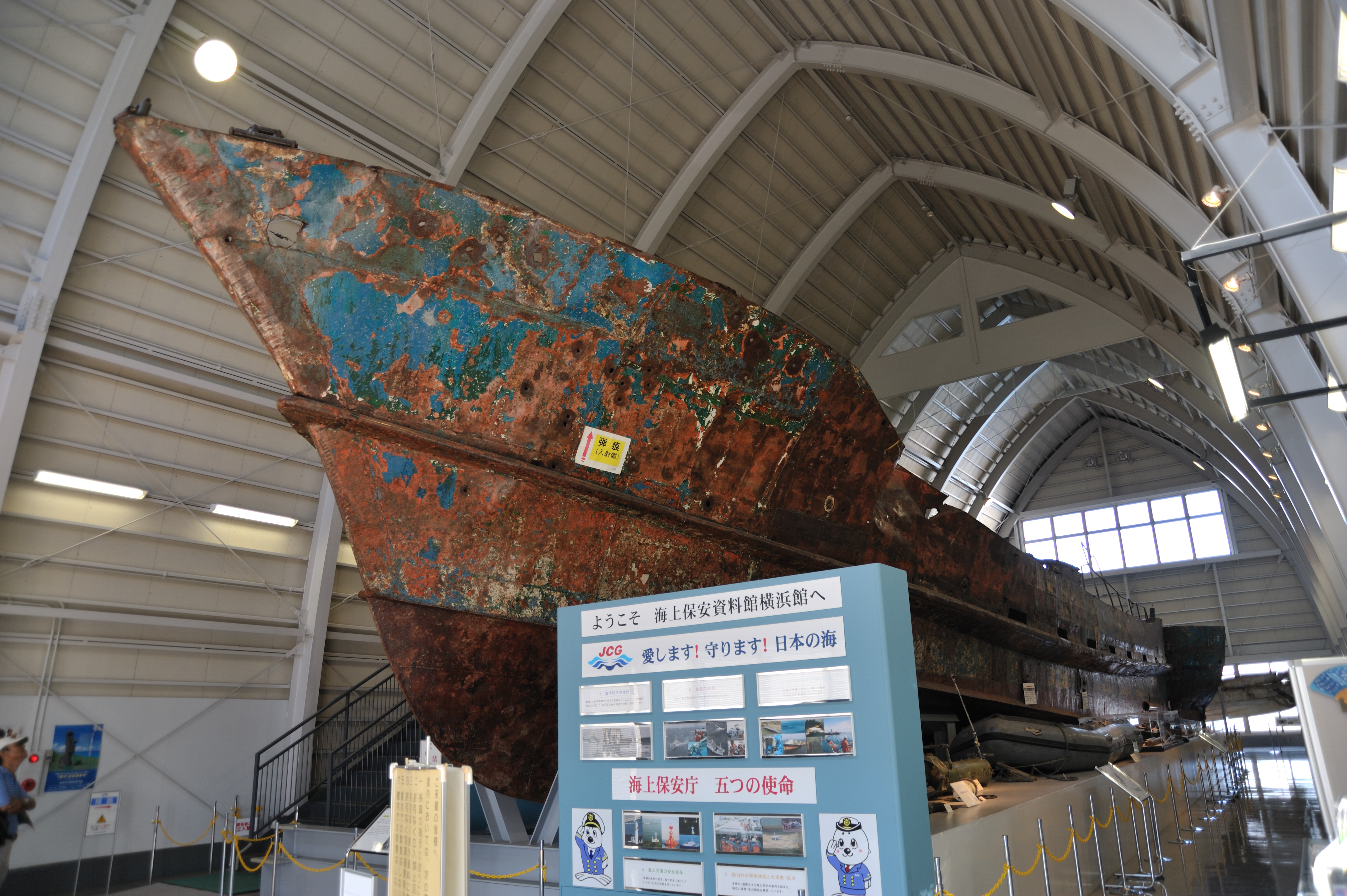
El Zhangyu 3705 en el Museo de la Guardia Costera de Japón.

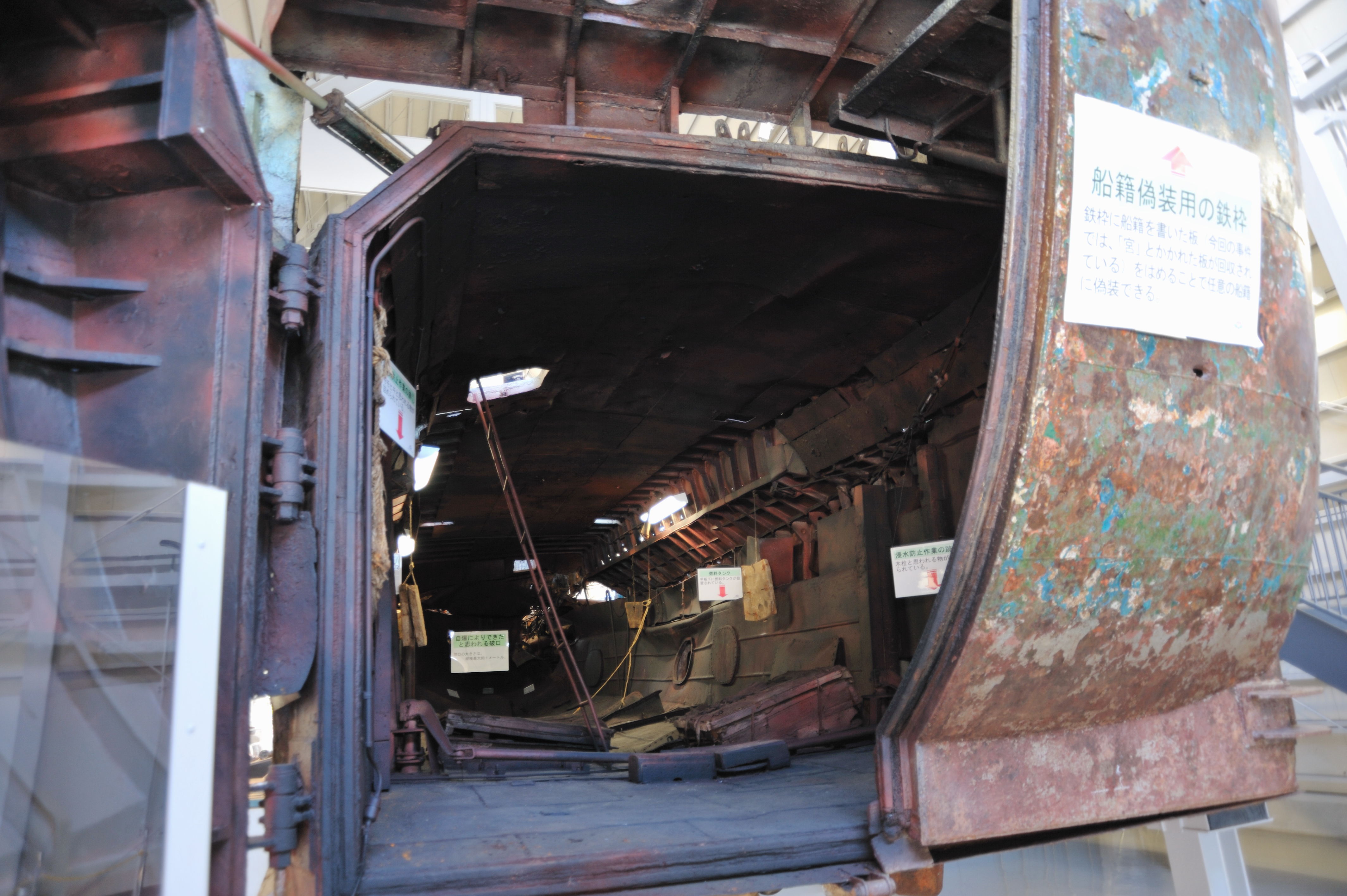
La escotilla doble encontrada en la popa del arrastrero espía.

En 2003, el arrastrero fue reflotado por los japoneses para confirmar su origen e intenciones. La inspección del casco determinó que la embarcación era norcoreana y que esta era una nave espía. También se reveló que la embarcación fue camuflada como un barco pesquero chino o japonés y que podía navegar a una velocidad de 33 nudos, más rápido que cualquier otro arrastrero ordinario. También se descubrió una escotilla doble en la popa del barco, utilizada como salida de emergencia para lanchas de alta velocidad. Después que las investigaciones terminaron, el casco fue trasladado al Museo de la Guardia Costera de Japón en Yokohama, donde se ha convertido en una atracción turística muy popular.